# Adriana Vilagoš
Adriana Vilagoš (serbisch-kyrillisch Адриана Вилагош; * 2. Januar 2004 in Vrbas) ist eine serbische Leichtathletin, die sich auf den Speerwurf spezialisiert hat und aktuell Inhaberin des Landesrekordes ist. 2022 und 2024 wurde sie in dieser Disziplin Vizeeuropameisterin.

## Sportliche Laufbahn
Erste sportliche Erfolge erreichte Adriana Vilago im Jahr 2020, als sie in Sremska Mitrovica mit 68,76 m eine neue U18-Weltbestleistung mit dem 500-g-schweren Speer aufstellte und damit die Griechin Elina Tzengko ablöste, die diese Bestmarke im Jahr zuvor aufgestellt hatte. Im Jahr darauf gewann sie dann bei den Balkan-Meisterschaften in Smederevo mit neuem U20-Landesrekord von 60,94 m die Silbermedaille und auch bei den U20-Europameisterschaften in Tallinn sicherte sie sich mit 60,44 m die Silbermedaille. Mitte August siegte sie bei den U18-Balkan-Meisterschaften in Kraljevo mit einem Wurf auf 70,10 m mit dem 500-g-Speer und verbesserte damit ihre eigene U18-Weltbestleistung auf. Kurz darauf gewann sie bei den U20-Weltmeisterschaften in Nairobi mit neuem U20-Landesrekord von 61,46 g. 2022 siegte sie mit 60,51 m bei den Balkan-Meisterschaften in Craiova und anschließend gewann sie auch bei den Mittelmeerspielen in Oran mit 60,22 m die Goldmedaille. Im August siegte sie bei den U20-Weltmeisterschaften in Cali und stellte dort mit 63,52 m einen neuen Meisterschaftsrekord auf. Kurz darauf gewann sie bei den Europameisterschaften in München mit 62,01 m die Silbermedaille hinter der Griechin Elina Tzengko. Daraufhin wurde sie beim Memorial Van Damme mit 63,00 m Dritte und platzierte sich damit erstmals unter den besten Drei bei einem Diamond-League-Meeting. 2023 wurde sie bei der 2. Liga der Team-Europameisterschaft im Zuge der Europaspiele in Chorzów mit 58,93 m Vierte und im Juli siegte sie mit 60,62 m bei den Balkan-Meisterschaften in Kraljevo. Im August siegte sie mit 58,38 m bei den U20-Europameisterschaften in Jerusalem, ehe sie bei den Weltmeisterschaften in Budapest mit 58,65 m in der Qualifikationsrunde aus. Im Jahr darauf gewann sie bei den Europameisterschaften in Rom mit 64,42 m erneut die Silbermedaille, diesmal hinter der Österreicherin Victoria Hudson und stellte damit einen neuen Landesrekord auf. Daraufhin wurde sie beim London Athletics Meet mit 65,58 m Zweite und verpasste dann im August bei den Olympischen Sommerspielen in Paris mit 60,49 m den Finaleinzug. Kurz darauf siegte sie beim Memoriał Kamili Skolimowskiej mit neuem Landesrekord von 65,60 m und verbesserte diese Bestmarke dann beim Hanžeković Memorial auf 65,64 m. Zudem wurde sie beim Memorial Van Damme mit 65,23 m Zweite.
2025 wurde sie beim Diamond League Meeting in Rabat mit 63,25 m Zweite und auch bei den Bislett Games wurde sie mit 63,78 m Zweite, ehe sie beim Ostrava Golden Spike mit 64,87 m siegte. Anschließend wurde sie bei der 2. Liga der Team-Europameisterschaft in Maribor mit 62,75 m Dritte hinter der Österreicherin Victoria Hudson und Sigrid Borge aus Norwegen wurde. Daraufhin siegte sie mit 62,41 m bei den U23-Europameisterschaften in Bergen.
In den Jahren 2022 und 2024 wurde Vilagoš serbische Meisterin im Speerwurf.